# Chacina do rio Abacaxis
A chacina do rio Abacaxis, também conhecida como massacre do rio Abacaxis, foi um massacre contra a população ribeirinha e indígena que mora nos arredores do rio Abacaxis, no município de Nova Olinda do Norte.
O estopim teria sido a pesca ilegal realizada em 24 de julho de 2020 no rio Abacaxis por Saulo Moysés Rezende Costa, o então secretário-executivo do Fundo de Promoção Social do estado do Amazonas, que, após se desentender com as lideranças locais, foi atingido por um tiro no ombro. Então, no dia 3 de agosto, a Polícia Militar realizou uma operação contra o narcotráfico na região, que deixou dois policiais mortos e dois feridos. Por isso, Louismar Bonates, o então secretário Estadual de Segurança Pública, autorizou o envio de 50 policiais para as comunidades, chefiados pelo coronel Ayrton Norte, o então Comandante Geral da Polícia Militar no estado. 
Durante a operação, houve diversos assassinatos, denúncias de tortura e outras violações de direitos humanos. Por isso, no dia 7 de agosto de 2020, a Justiça Federal determinou a interferência e investigação da Polícia Federal na área, com suporte da  Força Nacional de Segurança Pública. Contando com os policiais, sete pessoas morreram e outras cinco continuam desaparecidas. Também houve denúncias de outras 11 a 20 mortes, que foram negadas pela Secretaria Estadual de Segurança Pública. No total, 15 pessoas foram presas sob a acusação de narcotráfico.
Após três anos, as investigações foram marcadas por uma grande rotatividade de delegados e juízes, e 130 policiais foram investigados. Em 28 de abril de 2023, Louismar Bonates e Ayrton Norte foram indiciados pela PF por promover uma chacina. 

## Chacina

### Desentendimento por pesca ilegal
De acordo com a Polícia Federal (PF) e a Comissão Pastoral da Terra (CPT), em 24 de julho de 2020, Saulo Moysés Rezende Costa, o então secretário-executivo do Fundo de Promoção Social do estado do Amazonas, estava pescando ilegalmente com seus amigos em sua lancha no rio Abacaxis, onde fica a Terra Indígena Kwatá Laranjal, em Nova Olinda do Norte. Ele se desentendeu com as lideranças locais e foi atingido por um tiro no ombro.
De acordo com a Secretaria de Segurança Pública do Amazonas (SSP-AM), então chefiada por Louismar Bonates, Costa fez um boletim de ocorrência afirmando que as pessoas que o alvejaram portavam armas de fogo, facas e tochas.

### Operação contra o narcotráfico
No dia 3 de agosto, a SSP-AM enviou a Polícia Militar (PM) para deflagrar operação contra uma organização criminosa que estaria envolvida em tráfico de drogas, ameaças, homicídios e crimes ambientais. Os policiais militares entraram nas comunidades ribeirinhas locais encapuzados. Durante a operação, dois policiais membros da Companhia de Operações Especiais (COE), o cabo Márcio Carlos de Souza e o 3º sargento Manoel Wagner Silva Souza, morreram, e outros dois policiais foram feridos no braço e no pescoço. No dia 4, o Comandante Geral da Polícia Militar, coronel Ayrton Norte, voltou à comunidade com o reforço de 50 policiais.
De acordo com a SSP, até a interferência da PF, 11 pessoas foram presas, 13 armas de fogo foram apreendidas e quatro plantações de maconha foram localizadas. Também foi preso o presidente da Associação Nova Esperança do Rio Abacaxis (Anera), sob a acusação de chefiar a abordagem armada às embarcações locais e de ter repassado informações para os narcotraficantes no dia do assassinato dos dois PMs. Há denúncias de que ele foi torturado após sua prisão.

## Vítimas
Diversas pessoas morreram ou desapareceram durante a operação. A polícia diz que as mortes foram causadas pelos traficantes, que estariam tentando manchar o trabalho da PM no local. Porém, os indígenas da região relataram que os traficantes fugiram para suas terras com a chegada da PM. Entre as denúncias, estão o uso de armas de fogo para coerção, invasão de domicílio, restrição de movimento nas comunidades e apreensão de celulares. Também houve relatos de tortura generalizada contra a população, incluindo crianças.
No dia 5, um homem não identificado morreu. No dia 7, Josimar Moraes Lopes, um indígena munduruku, foi encontrado morto depois de dois dias desaparecido. Seu irmão, Josivan, desapareceu e não foi encontrado. No dia 10, a SSP confirmou que mais corpos foram encontrados. No dia 11, a PF encontrou mais três corpos de ribeirinhos baleados. O número de mortos subiu para seis. Posteriormente, os corpos foram identificados como sendo do casal Anderson Barbosa Monteiro, Vandrelane de Souza Araújo e seu filho Matheus Cristiano de Souza Araújo. Uma quarta pessoa que estava com eles continua desaparecida. No dia 17, havia ao menos 5 pessoas desaparecidas e dois corpos não identificados na região.
Além desses casos, ainda houve relatos de 11 a 20 mortes, que, de acordo com a SSP, são inverídicos. Ao menos cem famílias de onze comunidades relataram terem sido torturadas. Também, a SSP afirmou que foram abertos inquéritos policiais para todas as mortes confirmadas.

## Atuação do Estado

### Interferência da Polícia Federal
Em 6 de agosto, o Ministério Público Federal (MPF) acionou a Justiça Federal para investigar as circunstâncias, motivações e potenciais abusos e ilegalidades da operação, por ter recebido inúmeros relatos dos moradores de abuso e violação dos direitos humanos nas comunidades. De acordo com o MPF, durante a abordagem, os policiais estavam sem farda ou uniforme e usaram a embarcação pertencente a Saulo Moysés Rezende Costa, a mesma que causou o desentendimento por causa da pesca ilegal em 24 de julho. Isto levou a comunidade a achar que a operação era motivada por vingança.
Entre as demandas dos moradores, estava a interferência da operação pela PF e a livre circulação nas comunidades. O pedido passou a ser julgado na 9ª Vara Federal no Amazonas, mas o MPF também enviou ofícios para Conselho Nacional de Direitos Humanos, ao Ministério da Justiça, à Polícia Federal no Amazonas e à Coordenação da Frente Parlamentar Mista em Defesa dos Direitos dos Povos Indígenas.
A atuação da PF foi aceita pela Justiça no dia 7. Também foi determinado a livre circulação dos moradores das comunidades, sob a pena ao Estado de R$ 100 mil por dia. A PF chegou nas comunidades no dia 10, sob liderança do delegado Luiz Carlos Ramos Porto. O responsável pelas investigações era o delegado Cícero Túlio.
No dia 11, o governador Wilson Lima declarou que enviou reforços ao município.
No dia 12, foram realizadas as primeiras prisões pela PF. Duas mulheres e um homem foram identificados como parentes dos narcotraficantes e foram presos carregando armas de fogo e munições para a mata.
No dia 14, o Governo Federal autorizou o apoio da Força Nacional de Segurança Pública à PF por 60 dias.

### Reação de entidades civis
Em 17 de agosto de 2020, a Arquidiocese de Manaus e representantes de 50 instituições e movimentos sociais assinaram um manifesto pedindo a retirada da PM da área. O manifesto também pedia o afastamento de Saulo Moysés Rezende Costa, Ayrton Norte, e todos os delegados envolvidos na operação, além da responsabilização do governador Wilson Lima pelas mortes. Também foi pedido a busca dos corpos desaparecidos e a proteção dos moradores pela Força Nacional de Segurança Pública. Além da carta, a proteção da população ribeirinha e indígena foi pedida a diversas entidades públicas. A deputada Joênia Wapichana também pediu proteção para entidades internacionais.
O local também foi fiscalizado pelo MPF, o Conselho Nacional de Direitos Humanos e outras entidades civis, que classificaram a operação como um massacre.

## Investigação e desdobramentos
A PF investigou o caso por três anos. 130 policiais foram investigados. Neste período, houve grande rotatividade de seis delegados e diversos juízes, que foi vista pelo Coletivo Pelos Povos do Abacaxis como uma manobra para interferir na continuidade das investigações. A Justiça também decidiu criar uma base móvel da PF na região para combater a ação ilegal de garimpeiros e outras intimidações, ameaças e agressões contra os indígenas e ribeirinhos. Porém, a decisão ainda não foi posta em prática.
Em 11 de agosto de 2020, Saulo Moysés Rezende Costa foi exonerado do Fundo de Promoção Social do Estado. Em agosto de 2021, Louismar Bonates foi exonerado da SSP. Em 30 de outubro de 2021, o coronel Airton Ferreira do Norte pediu exoneração do cargo para concorrer à vice-prefeito do município de Coari na chapa de Róbson Tiradentes (PSC).
Após o término da operação, em março de 2022, o coronel da PM Airton Ferreira do Norte teve uma gratificação salarial de 25%, que seria retroativa até janeiro. Em maio, o governador Wilson Lima condecorou Louismar Bonates, Airton Ferreira do Norte e outros 12 PMs com a medalha comemorativa do aniversário da PM do Amazonas. Em novembro, Wilson Lima condecorou Lousimar com a medalha Imperador Dom Pedro II.
Em 28 de abril de 2023, Louismar Bonates e Airton Norte foram indiciados pela PF. A acusação diz que a tropa sob o comando de Airton invadiu casas sem ordem judicial, torturou moradores, assassinou cinco pessoas e foi responsável pelo desaparecimento de outras duas. Já Lousimar foi acusado de usar seu cargo para viabilizar uma operação de extermínio. A defesa alega que ambos apenas determinaram a apuração da morte dos dois policiais e não compactuam com os crimes e excessos cometidos durante a operação. Também, a defesa afirmou que os crimes foram cometidos pelos traficantes locais.
Em 5 de junho, a PF cumpriu um mandato em uma casa e um hotel usado pelos policiais durante a ação, onde supostamente eles teriam torturado uma das vítimas. Foi encontrado R$ 100 mil em dinheiro, e a PF afirmou que o dono dos estabelecimentos enviou imagens adulteradas das câmeras de segurança quando foi pedido que ele as entregasse às autoridades.
A PF retornou à região do rio Abacaxis entre os dias 15 e 23 de abril de 2024 para dar segmento às investigações e reparar os danos causados. Na mesma época, o Conselho Nacional de Direitos Humanos afirmou que o local estava em estado de abandono e a população continuava com medo, e pediu por providências imediatas.